# Pkill
pkill é um programa para mandar um sinal a todos processos que tenham como linha de comando um determinado padrão. Este comando vem de Solaris 7 (em Solaris manda um sinal a todos os processos em execução). Em FreeBSD ou Linux o comando killall é análogo do pkill, não existindo o killall em NetBSD.
Também permite utilizar expressões regulares como padrão para a busca de forma semelhante ao grep.